# Плойчатість

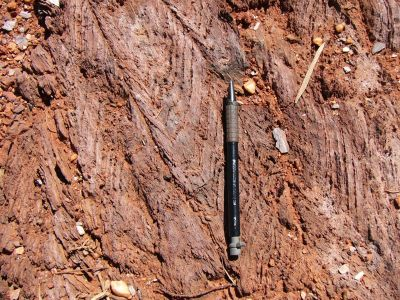
Example of a large-scale crenulation forming kink-folds, Nathans Mine, Glengarry Basin, W.A., showing the superposition of F5 foliation on earlier F3-F4 foliation. A mechanical pencil is seen for scale comparison.

Плойчатість (рос. плойчатость, англ. plication, crumbling, crenulation, microfolding; нім. Fältelung f, Kleinfaltung f) — мікроскладчастість, дрібні згини, які ускладнюють складчастість гірських порід.
Спостерігається в областях інтенсивної складчастості або в пластичних породах.
Син. — гофрування.